# سیارک ۱۱۷۸۷
سیارک ۱۱۷۸۷ (به انگلیسی: 11787 Baumanka، نامگذاری:1977QF1) یازده هزار و هفتصد و هشتاد و هفتمین سیارک کشف شده‌است که در ۱۹ اوت ۱۹۷۷ کشف شد.
قدر مطلق سیارک برابر ۴۶٫۷ است.